# EDIFACT
Eletronic Data Interchange for Administration, Commerce and Transport, ou em Português, que é Intercâmbio Eletrônico de Dados para Administração, Comércio e o Transporte), é um padrão internacional de EDI, para descrição textual de documentos visando o armazenamento e envio por meios eletrônicos.

## Criação
Foi elaborado em 1986 pela ONU (Organização das Nações Unidas) devido a globalização e o consequente relacionamento entre diferentes países e economias, sendo posteriormente adotado pelo International Organization for Standardization  como padrão ISO 9735.

## Estrutura
Um arquivo no formato EDIFACT é projetado para leitura eletrônica, e portanto é inadequado para leitura humana. 
Sua estrutura em arvore assemelha a alguns padrões mais recentes como XML e JSON, possuindo delimitadores diferentes e um foco de aplicações menor.
O objetivo do EDIFACT é a transmissão de documentos entre entidades, comumente indústrias e governos, portanto seu padrão descreve além da formatação do arquivo em sí, também a distribuição dos dados, garantindo uma integridade mínima da mensagem.

## Exemplo
```
UNB+IATB:1+6XPPC+LHPPC+940101:0950+1'
UNH+1+PAORES:93:1:IA'
MSG+1:45'
IFT+3+XYZCOMPANY AVAILABILITY'
ERC+A7V:1:AMD'
IFT+3+NO MORE FLIGHTS'
ODI'
TVL+240493:1000::1220+FRA+JFK+DL+400+C'
PDI++C:3+Y::3+F::1'
APD+74C:0:::6++++++6X'
TVL+240493:1740::2030+JFK+MIA+DL+081+C'
PDI++C:4'
APD+EM2:0:1630::6+++++++DA'
UNT+13+1'
UNZ+1+1'
```

- ' é o terminador de segmentos
- + é o separador de elementos de dados
- : é o separador de grupo de elementos de dados

Nota: As quebras de linha foram adicionadas para legibilidade pois comumente um arquivo EDIFACT não possui qualquer quebra de linha.
UNH+1+PAORES:93:1:IA’ - Essa linha é o cabeçalho da mensagem, e especifica o tipo de documento (PAORES) e dados de versão (93, 1).
IFT+3+NO MORE FLIGHTS’ - Essa linha descreve o segmento 'Interactive Free Text' que é um tipo de comentário.
UNT+13+1’ - Este identificador informa a quantidade de segmentos que formam a mensagem em sí.
Obs: Exemplo obtido na versão em ingles da Wikipédia:

## Estado atual da EDIFACT
EDIFACT é largamente utilizado por indústrias e governos na Europa onde sistemas informáticos existem há mais tempo, na Ásia o XML se estabeleceu como o padrão mais utilizado, devido talvez à base tecnológica asiática ser mais recente. 
No Brasil o EDIFACT está bem estabelecido na indústria, especialmente a de grande porte, embora divida espaço com o RND, principalmente no segmento automotivo.
Em Portugal também se usa mas apenas nas grandes empresas.